# 蘇菲·海倫·碧雅翠絲
瑪麗·蘇菲·海倫·碧雅翠絲（法语：Marie Sophie Hélène Béatrice de France，在歷史上以Sophie Hélène Béatrice之名更為人所知；1786年7月9日—1787年6月19日），出生時為法國公主（Fille de France）。她是路易十六和王后玛丽·安托瓦內特的幼女，不足一歲便患结核夭折。

## 头衔
1786年7月9日-1787年6月19日:法国的苏菲公主殿下(Her Royal Highness Princess Sophie of France)